# Riverfront Times Square
Le Riverfront Times Square est un gratte-ciel de 293 mètres construit en 2016 à Shenzhen en Chine. Il s'élève sur 64 étages et abrite un hôtel et des bureaux. 